# توتومر
توتومر (به انگلیسی: Tautomer) ترکیباتی با فرمول شیمیایی یکسان که ساختار آن‌ها از نظر آرایش اتمها متفاوت باشد، اما به صورت تعادلی سریع و آسان وجود داشته باشد، توتومر نامیده می‌شوند. توتومرها ایزومرهای ساختمانی ترکیبات آلی هستند.
متداولترین نوع توتومری، شامل ساختارهایی است که از لحاظ موضع اتصال هیدروژن متفاوتند. در این موارد، مانند توتومری کتو-انول، تعادل توتومری به سود ساختارهایی است که در آن‌ها، هیدروژن به جای اتم الکترونگاتیوتر به کربن متصل است؛ یعنی تعادل به نفع اسید ضعیف‌تر است.
نمونه‌ای از توتومری در زیر آورده شده‌است:
در این توتومری، اسید قویتر به اسید ضعیفتر تبدیل شده‌است. یعنی یک الکل به یک کتون.